# Mały Ganek
Mały Ganek (słow. Malý Ganek, 2441 m) – jeden z trzech wierzchołków Ganku w słowackich Tatrach Wysokich. Znajduje się w głównej grani Tatr Wysokich, następuje na nim zmiana kierunku tej grani oraz odgałęzienie się dodatkowej, bocznej grani. Mały Ganek jest więc zwornikiem trzech grani:
- południowo-wschodniego ramienia głównej grani z głównym szczytem Ganku, od którego oddzielają go Mała Gankowa Przełączka, Pośredni Ganek i Pośrednia Gankowa Przełączka,
- zachodniego ramienia głównej grani, kierującego się w stronę Wysokiej. Znajdują się w nim: Bartkowa Przełączka i Bartkowa Turnia,
- północnego, bocznego odgałęzienia zwanego Pustą Granią. Kolejno znajdują się w niej: wschodni skraj Galerii Gankowej, Kacza Szczerbina, Kaczy Dziób, Przełączka pod Kaczą Turnią, Kacza Turnia, Pusta Ławka, Zadnia Pusta Turnia, Pusta Przehyba i Gankowa Strażnica[2].

Mały Ganek wznosi się nad trzema dolinami: Dolinką Rumanową, Doliną Ciężką i Doliną Kaczą. Najbardziej okazale wygląda od strony północno-zachodniej. Do Doliny Kaczej opada urwiskiem 700-metrowej wysokości, do Doliny Ciężkiej 300-metrowej wysokości imponującą ścianą Galerii Gankowej, w której znajdują się drogi wspinaczkowe zaliczane do najtrudniejszych w całych Tatrach. Nad galerią tą znajduje się jeszcze 180-metrowa ściana szczytowa. Dla turystów szczyt jest niedostępny.

## Taternictwo
Historia
Jako pierwsi na Mały Ganek próbowali wejść Ludwik Chałubiński, Bartłomiej Obrochta i Wojciech Roj pod koniec lat 1870. Udało się to jednak dopiero Karolowi Potkańskiemu, Janowi Bachledzie Tajbrowi i Jędrzejowi Wali młodszemu 25 sierpnia 1892 r. podczas próby zdobycia Ganku. Zimą na Mały Ganek weszli jako pierwsi Janusz Vogel i Paweł Vogel 15 grudnia 1948 r.
Drogi wspinaczkowe
1. Zachodnią granią, ze Wschodniej Rumanowej Przełęczy; IV w skali tatrzańskiej, czas przejścia 1 godz. 45 min
2. Z ominięciem grani, przez północne zbocze; I (wariant III), 30 min
3. Z Galerii Gankowej; I, 20 min
4. Północno-wschodnią ścianą, drogą Kopolda; VI, 6 godz.
5. Północno-wschodnią ścianą, drogą Świerza; III, 6 godz.
6. Granią z Wielkiego Ganku; III, 45 min
7. Południowo-zachodnim filarem; IV, 2 miejsca V, 2 godz. 30 min
8. Satysfakcja; V+, miejsce A1, 4 godz.
9. Środkiem południowo-zachodniej ściany; IV, 3 godz.
10. Zacięciami; V-, 3 godz.[2]

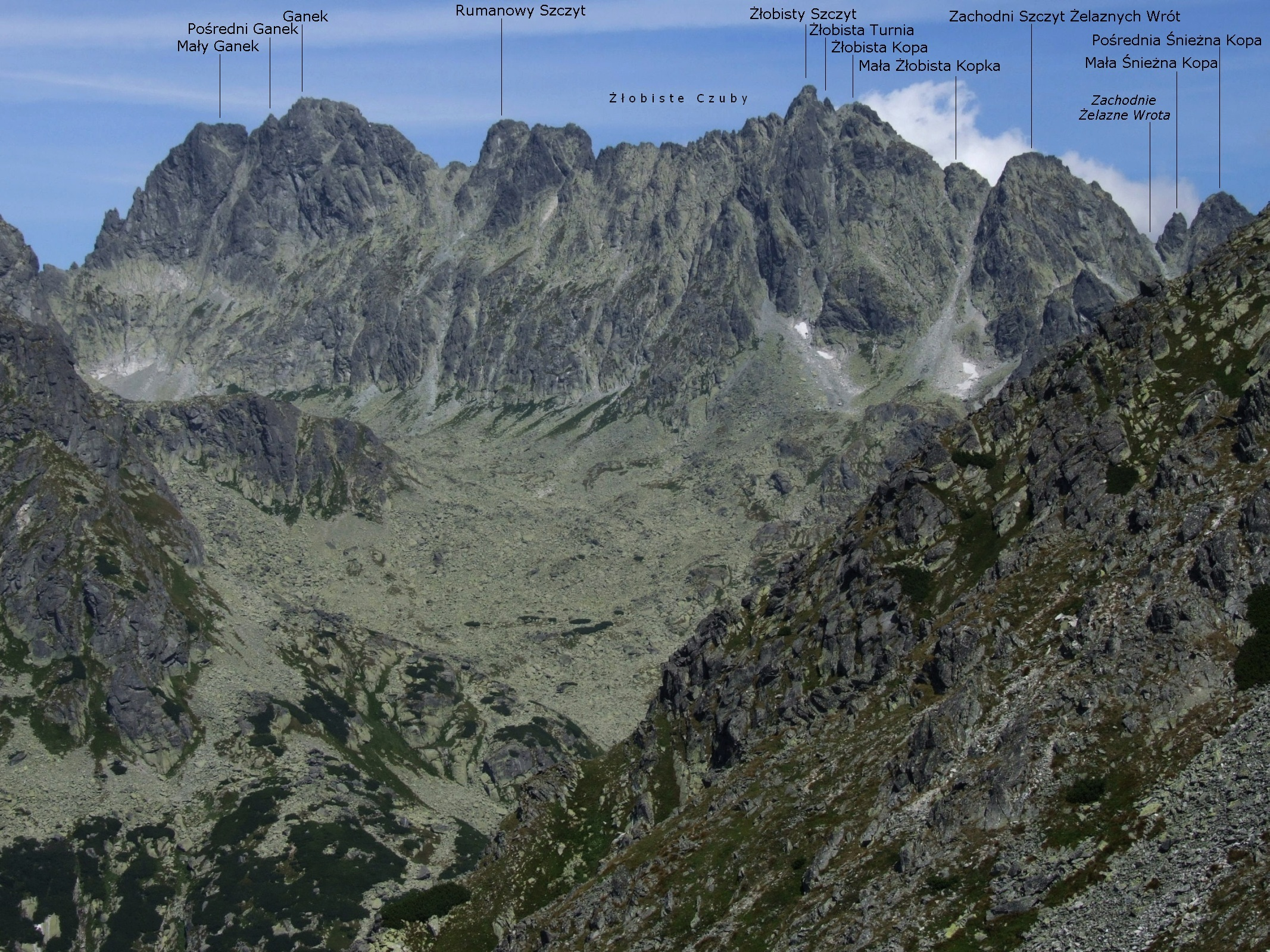
Widok od południowo-wschodniej strony
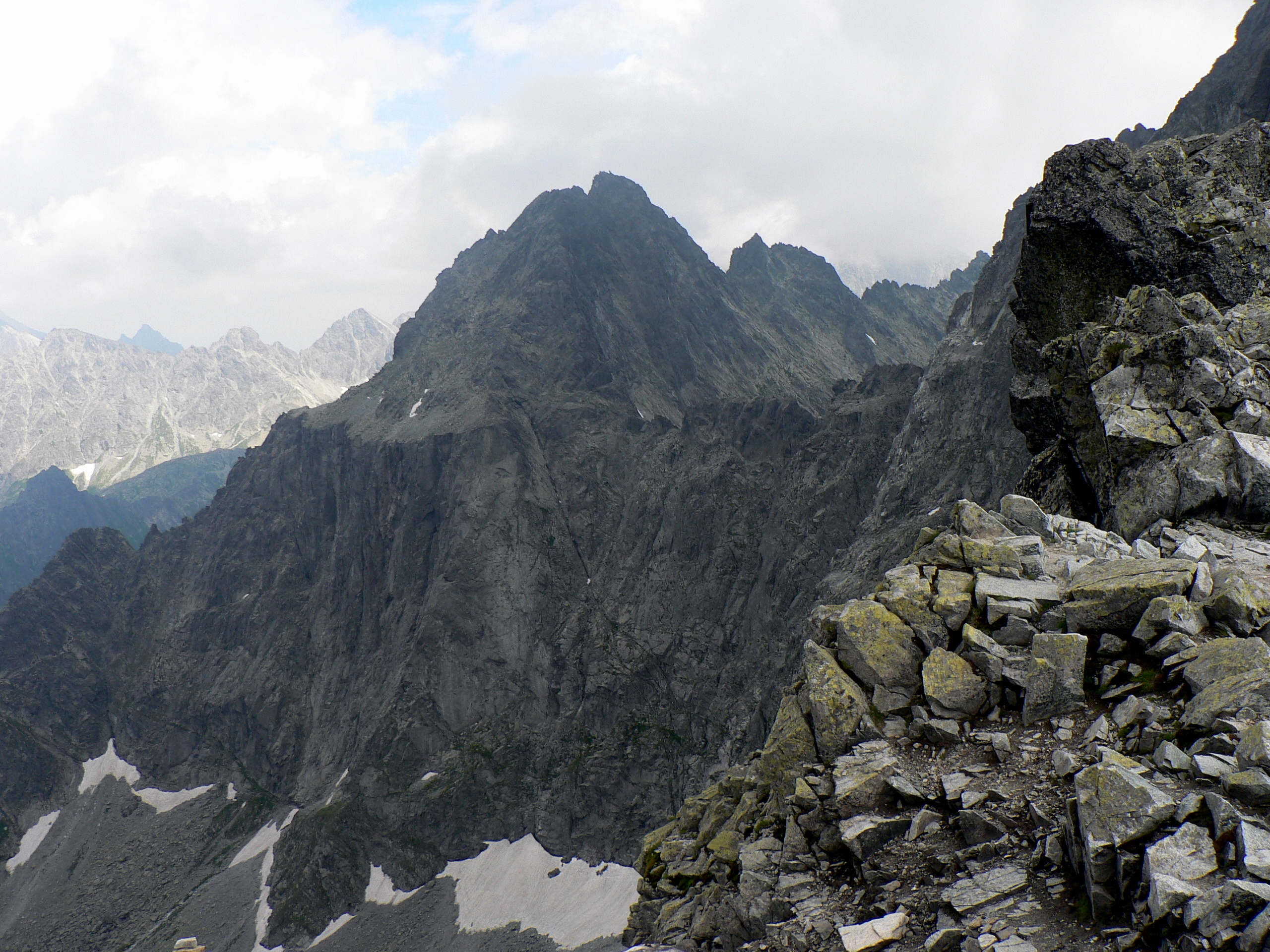
Widok na Ganek z Wagi